# Solitudes dushengi
Genre
Espèce
Solitudes dushengi, unique représentant du genre Solitudes, est une espèce d'araignées aranéomorphes de la famille des Gnaphosidae.

## Distribution
Cette espèce est endémique du Xinjiang en Chine,. Elle se rencontre dans le xian d'Awat.

## Description
La femelle holotype mesure 9,64 mm.

## Étymologie
Le nom du genre est composé du mot latin "solitudo" voulant dire solitude en référence à son habitat naturel et associé à la terminaison -des issu de Drassodes.
Cette espèce est nommée en l'honneur de Sheng Du.

## Publication originale
- Lin & Li, 2020 : « Description on Solitudes dushengi gen. nov et sp. nov. from Xinjiang, China (Araneae: Gnaphosidae). » Zoological Systematics, vol. 45, no 4, p. 312-315 (texte intégral).